# Buddleja tsetangensis
Buddleja tsetangensis là một loài thực vật có hoa trong họ Huyền sâm. Loài này được C.Marquand mô tả khoa học đầu tiên năm 1929.